# Lički Osik
Lički Osik – wieś w Chorwacji, w żupanii licko-seńskiej, w mieście Gospić. W 2011 roku liczyła 1914 mieszkańców.